# Fangbone!
Fangbone! è una serie animata canadese prodotta da Radical Sheep Productions e Pipeline Studios in associazione con DHX Media. È basata sulla serie di graphic novel per bambini Fangbone! Third Grade Barbarian creata da Michael Rex.

## Trama
Fangbone è un guerriero barbaro di nove anni che viene da Skullbania, arrivato nell'aula della terza elementare della Eastwood Elementary per salvare la sua terra natale dal Temibile Drool. Con l'aiuto del suo nuovo amico umano Bill, Fangbone sconfigge i suoi nemici mentre scopre il mondo moderno e la realtà del suo stesso mondo.

## Personaggi

### Protagonisti
- Fangbone Lucertola (doppiato da Taylor Abrahamse, inglese; Danny Francucci, italiano) è un bambino barbaro della Skullbania che viaggia attraverso un portale tra i luoghi della terra in una missione pericolosa.
- Bill Goodwin (doppiato da Colin Doyle, inglese; Stefano de Filippis, italiano) diventa il migliore amico di Fangbone. Il suo essere strano è la sua arma e aiuta Fangbone a sopravvivere sulla terra.

### Personaggi ricorrenti
- Temibile Drool (Venomous Drool in originale, doppiato da Juan Chioran, inglese; Luca Violini, italiano) è lo stregone più cattivo dell'universo. Ha perso il suo alluce (che ha poteri malvagi) e così manda i suoi tirapiedi a riprenderselo.
- Ms Gillian (cognome sconosciuto) (doppiata da Kathy Lasky, inglese; Mariangela D'Amora, italiano) è la maestra di Bill e Fangbone.
- Signora Goodwin (doppiata da Stacey DePass, inglese; Laura Amadei, italiano) è la madre di Bill.
- Patty (doppiata Alessandra Berardi, italiano) è una compagna di classe di Bill e Fangbone, è un po' grassa.
- Robert Toebear (doppiato Marco Briglione, italiano) è un compagno di classe di Bill e Fangbone, è nero di pelle ed ha l'abitudine di spogliarsi.
- Dibby (doppiato Francesco Simone, italiano) è un compagno di classe di Bill e Fangbone, è un nerd che crede di essere un robot, indossa una maglietta azzurra.
- Selena (doppiata Sophia de Pietro, italiano) è una compagna di classe di Bill e Fangbone, è nera di pelle.
- Eddy (doppiato Alessandra Cerruti, italiano) è un compagno di classe di Bill e Fangbone, ha con una felpa rossa con cappuccio.
- Stacy (doppiata Francesca Tardio, italiano) è una compagna di classe di Bill e Fangbone, è muscolosa ed odia quasi tutto.
- Cid (doppiata da Annalisa Usai, italiano) è una ladra di Skullbania, fa parte delle Ombre Danzanti, ed è anche una compagna di classe di Bill e Fangbone.
- Hammerscrab (doppiata Barbara Sacchelli, italiano) è una potentissima guerriera di Skullbania, dopo che Fangbone interrompe il loro scontro, lei gli propone di rifarlo ed i due si risfidano.
- Twinkle-Stick Winkle-Winkle-Stick-Kick (doppiato da Giovanni Petrucci, italiano) è uno stregone di Skullbania, del clan di Fangbone, il clan lucertola, aiuta sempre i nostri eroi con consigli ed altro.
- Borb (doppiato da Stefano de Filippis, italiano) clone troll di bill creato da drool.
- Toofbreaker (doppiato da Danny Francucci, italiano) clone troll di fangbone creato da drool.
- Mono-cchio lo sfuggente (doppiato da David Vivanti, italiano) è il capo delle ombre danzanti e padre di cid.
- Dorso di pietra (doppiato da Carlo Petruccetti, italiano) eroe skullbaniano leggendario.
- Grimeblade barbaro skullbaniano fratello di Clapperclaw.
- Clapperclaw barbaro skullbaniano fratello di Grimeblade.
- Preside Bruce (doppiato da David Vivanti, italiano) è il preside della scuola di fangbone e bill.
- Axebear Lucertola (doppiato da Stefano Alessandroni, italiano) è il capoclan del clan lucertola.
- Melodica (doppiata da Daniela Abbruzzese, italiano) donna che suona il suo liuto per incantare le persone.
- Ingrit (doppiata da Milvia Bonacini, italiano) donna skullbaniana che era stata rinchiusa in un'ascia, poi in una piastra per waffle, infine liberata, si stabilirà nell'armeria della città.
- Harifang musicista skullbaniano che si è stabilito sulla terra con la sua band.